# 임금곡선
임금곡선(wage curve)은 실업률과 임금 사이의 음의 관계로, 이러한 변수를 지역적 용어로 표현했을 때 발생한다. 데이비드 블랜치플라워(David Blanchflower)와 앤드루 오스왈드(Andrew Oswald, 1994, p. 5)에 따르면, 임금 곡선은 "실업률이 높은 지역에 고용된 근로자는 실업률이 낮은 지역에서 일하는 동일한 개인보다 소득이 적다"는 사실을 요약한다.

## 같이 보기
- 필립스 곡선